# Ron Hewitt
Ronald "Ron" Hewitt (Flint (País de Gales), 21 de junho de 1928 - 23 de setembro de 2001) foi um futebolista galês que atuava como atacante.

## Carreira
Ron Hewitt fez parte do elenco da Seleção Galesa de Futebol, na Copa do Mundo de 1958.